# 布里奇沃特 (康乃狄克州)
布里奇沃特（英語：Bridgewater）是一個位於美國康乃狄克州利奇菲爾德縣的城鎮。

## 地理
布里奇沃特的座標為41°31′33″N 73°21′39″W / 41.52583°N 73.36083°W，而該地的平均海拔高度為218米（即715英尺）。

## 人口
根據2010年美國人口普查的數據，布里奇沃特的面積為44.70平方千米，當中陸地面積為42.00平方千米，而水域面積為2.70平方千米。當地共有人口1,727人，而人口密度為每平方千米38人。